# Matthias Jakob Schleiden
Matthias Jakob Schleiden est un botaniste allemand célèbre pour être l’un des fondateurs de la théorie cellulaire, né le 5 avril 1804 à Hambourg et mort le 23 juin 1881 à Francfort-sur-le-Main.

## Biographie

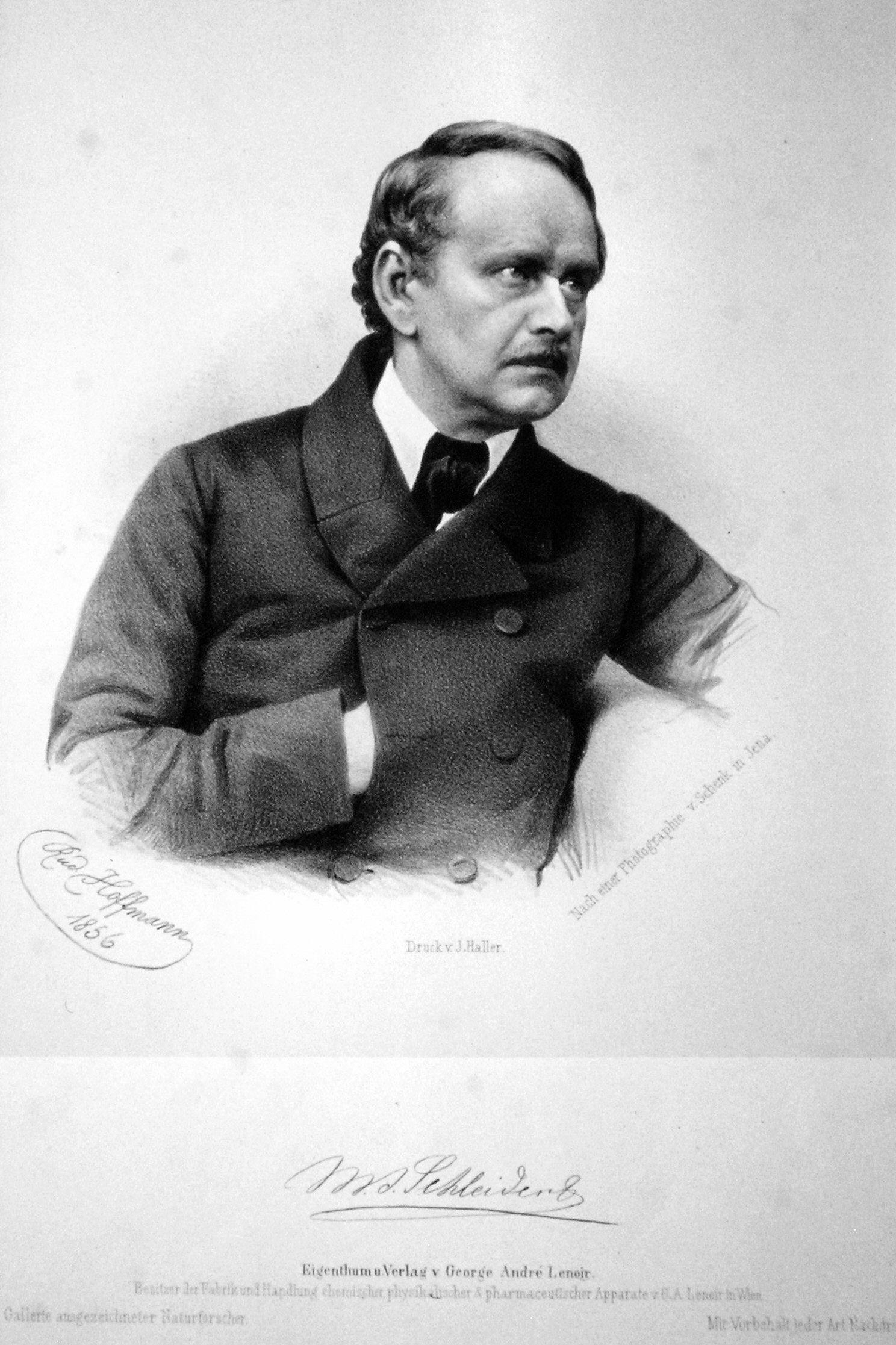
Matthias Jakob Schleiden.

Il fait ses études à Heidelberg de 1824 à 1827 et commence à pratiquer le droit à Hambourg, mais il se consacre bientôt à plein-temps à sa passion : la botanique. Il enseigne alors la botanique à Iéna, Tartu (en Estonie), Dresde, Wiesbaden, Francfort-sur-le-Main.

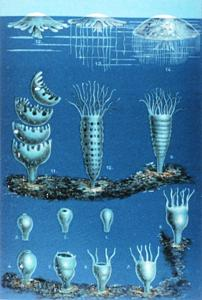
Die Entwickelung der Meduse dans Das Meer.

Dans son livre, Beiträge zur Phytogenesis (Contributions à la phytogenèse, 1838, écrit pendant sa période comme professeur à l'Université d'Iéna), il examine les différentes parties constituant une plante et détermine qu’elles sont composées de cellules. Il affirme l’importance du noyau de la cellule découvert par le botaniste écossais Robert Brown (1773-1858) et son rôle dans la division cellulaire. Contrairement aux autres botanistes de l’époque, qui s’intéressaient principalement à la description d’espèces nouvelles et aux questions de taxinomie, Schleiden utilise principalement le microscope pour étudier les végétaux. C’est lui qui incite Carl Zeiss (1816-1888) à Iéna à produire des microscopes d’une façon industrielle.
Schleiden est l’un des premiers Allemands à adhérer aux thèses de Charles Darwin (1809-1882).
Il est notamment l’auteur de :
- Beiträge zur Phytogenesis (1838).
- Grundzüge der wissenschaftlichen Botanik (deux volumes, 1842-1843).
- La plante et sa vie (leçons populaires de botanique(1859)
- Grundzüge der wissenschaftlichen Botanik (1861).
- Die Bedeutung der Juden für Erhaltung und Wiederbelebung der Wissenschaften im Mittelalter (1877).